# سماق أمريكي
سماق أمريكي (الاسم العلمي:Rhus americana) هو نوع من النباتات يتبع جنس السماق من الفصيلة البطمية.